# Село при Панцах
Село при Панцах (на словенски: Selo pri Pancah) е село в Словения, регион Средна Словения, община Любляна. Според Националната статистическа служба на Република Словения през 2015 г. селото има 51 жители.